# Karel Egermeier
Karel Egermeier, také známý jako Charles Egermeier (28. ledna 1903, Teplice – 30. června 1991, Paříž) byl český fotograf aktivní ve Francii, specializující se na fotografii mužů.

## Životopis

### Mládí
Karel Egermeier se narodil 1903 v Rakousku-Uhersku na území dnešní České republiky. Měl mladšího bratra Richarda, narozeného 1905. Navštěvoval německé školy, jazyk si postupně osvojoval. Jeho otec Bedřich/Friedrich, obuvník bytem v Kirchengasse, ovdověl roku 1919 (manželka Růžena/Rosa), když byl Karel ještě mladý. Na počátku dvacátých let se Egermeier přestěhoval do Francie a usadil se v Paříži. Absolvoval různá prekérní zaměstnání.

### Kariéra
První fotografie pořídil Karel Egermeier v únoru 1931 během cesty do Švýcarska. Působil také jako vůdce skautů, známý pod přezdívkou jako Aiglon. Své první snímky zveřejnil v roce 1936 v kalendáři Éclaireurs de France.. V roce 1940 ilustroval Landscape of the Olympics od Henryho de Montherlant s 87 snímky. Když vypukla druhá světová válka, pokračoval v práci pro časopis Les Éclaireurs de France a poté pro sportovní výukovou příručku Les Eaux Vives. Následně spolupracoval s Danielem Ropsem, jehož díla ilustroval: Mort, ou est ta Victoire?, Misery and my a Le Courtinaire v roce 1950. V roce 1952 ilustroval knížku Od Vesuvu k Etně spisovatele Rogera Peyrefitta. Zároveň se věnoval fotografickým reportážím menšího významu. V roce 1964 vyšlo šestnáct jeho fotografií v americké knize The Boy: Fotografická esej. Karel Egermeier ukončil svou činnost v průběhu 60. let 20. století. Umřel 30. června 1991 v Paříži ve věku 88 let. Karel Egermeier svými fotografiemi teenagerů a mladých mužů v sugestivních pózách vždy vyvolává kontroverze. Na konci druhé světové války po osvobození Francie mu jeho pederastie přinášela právní problémy. Jeho práci podporovaly osobnosti jako spisovatel Montherlant nebo Peyrefitte, přátelé i pedofilové (předpokládaní a nechvalně proslavení Peyrefittem, po jeho smrti skryti a odhaleni jeho životopiscem). Ti jeho fotografie považovali za „vrchol erotiky“.